# Spånga IP
Spånga IP är en idrottsplats ägd av Stockholms kommun i Solhem i nordvästra Stockholm.
Anläggningen innefattar ishall för ishockeyrink, fotbollshall (med konstgräs och med storlek för 7-mannafotboll), fotbollsplaner (en natur- och en konstgräsplan, båda med elvamannakapacitet), bandyplan, en liten streetbasketplan samt friidrottsbanor (400 meter rundbana med sex banor runt, och åtta banor på upploppslångsidan för 100 meter och 110 meter häck). Under snöiga vintrar anläggs det längdskidspår på löparbanorna. Löparbanorna lades om under första halvåret 2010 och friidrottsdelen rustades upp som ersättare för Kristinebergs IP. Idrottsplatsen används av Spånga IS FK, Spånga IS Hockey, Spånga/Bromstens BK (bandy) samt av Djurgårdens IF:s herrlag i bandy. Anläggningen har tidigare även använts för AIK-matcher i bandy för såväl herr- som damlaget.
Det finns även ett utegym öppet för allmänheten på Spånga IP.
Fotbollshallen är en populär vinterträningsplan för flera Stockholmsklubbar.
I juni 2018 ägde det tvärpolitiska arrangemanget Järvaveckan rum för tredje året i rad på Spånga IP.

## Historia
Björn Persson skriver i boken Idrottsanläggningar i Stockholm: en historisk exposé historien bakom hur Spånga idrottsplats byggdes. Innan Spånga IP byggdes låg där Sveriges första rundradiostation men den revs när idrottsplatsen började byggdes år 1971. År 1947 blev två fotbollsplaner med grus klara. Men det var inte förrän år 1978 som idrottsplatsen blev helt färdig. En fullstor huvudplan med gräs omringad av löparbanor med hopp- och kastutrymmen.  Även en konstfrusen bandybana byggdes 1977 med en tillhörande läktare med plats för 1000 personer. Bandybanan invigdes i december 1977 med en landskamp Sverige-Sovjet. Den totala kostnaden för byggnaden av hela Spånga idrottsplats beräknades då till ungefär 17,4 miljoner kronor. Publikrekordet lyder på 3 057 åskådare då Spånga IS tog emot Hammarby 1993.